# 宋昱旻
宋昱旻（？—），中华人民共和国外交官，曾任中华人民共和国驻特立尼达和多巴哥共和国特命全权大使。